# Erik van der Horst
Erik van der Horst (Amsterdam, 10 september 1984) is een Nederlandse componist, (stem)acteur, zanger en multi-instrumentalist.

## Acteur
Erik van der Horst groeide op in Almere en speelde vanaf zijn vijftiende in verschillende Nederlandse speelfilms, zoals De Zwarte Meteoor (als Felix Verbeek), De Grot (als Jonge Egon) en Amnesia (als Jonge Alex/Aram).
Na het afronden van zijn vooropleiding ITS DNA (2001) studeerde hij in 2006 af als acteur aan de Toneelacademie Maastricht. Sindsdien werkte hij onder andere als vaste maker voor Orkater, soms als onderdeel van zijn band/groep The Sadists (o.a. Richard III, De Terugkeer van Hans en Grietje, Lutine, Lost in the Greenhouse) en als componist/acteur voor Onafhankelijk Toneel (Man of Moods, Het Huis van de Stilte), Oostpool (Italiaanse Nacht) en Nationale Opera en Ballet (Boekman). Daarbij was hij te zien in tv-series/films als Ramses, De Storm (als Hennie), Alleen Maar Nette Mensen (als Daan), Smeris (als Bram, seizoen 1 afl. 8) en Penoza (als Jonge Irwan de Rue).     
Daarbij werkt hij regelmatig als mocap-acteur voor games zoals Horizon Zero Dawn en Horizon Forbidden West.     

## Componist
Sinds zijn zesde speelt Erik van der Horst muziek en na de Toneelacademie componeert hij onder andere voor Het Balletorkest, K.O. Brass, Rick Engelkes Producties en Holland Baroque (De Pindakaasprins, Utrecht 900).  
Van der Horst componeerde de muziek voor de musical 14 over Johan Cruijff.

## Stem
Als zanger/acteur is zijn stem te horen in verschillende Nederlandse animatieseries en -films, zoals Vivo (als Vivo), 3Below (als Krel), Blaze en de Monsterwielen (als Blaze), Aladdin (als Jafar), Zootropolis en Zootopia+ (als Flash Slothmore), Vaiana (als lekdorpeling), Draken: Reddingsrijders (als Waldondo del Mundo) en de Sonic the Hedgehog-films (bestaande uit Sonic the Hedgehog, Sonic the Hedgehog 2 en Sonic the Hedgehog 3) als Agent Stone.

## Nominaties en prijzen
- Winnaar EFF Beste Acteur (2010) voor zijn rol als Tristan in I Wish I Could SAhare The Happiness Of Being Alone With Someone Else[13]
- Winnaar BNG Nieuwe Theatermakers Publieksprijs (2013) met muziektheatergroep The Sadists[5]
- Nominatie in de categorie Beste Muziek, Musical Awards (2016) voor De Terugkeer van Hans en Grietje[14]
- Nominatie in de categorie Beste Muziek, Musical Awards (2022) voor 14 het Theaterspektakel[15]